# Clémence Eme
Clémence Eme, née le 24 avril 1997, est une judokate française.

## Carrière
Clémence Eme évolue d'abord dans la catégorie des moins de 63 kg, dans laquelle elle est médaillée de bronze aux Championnats du monde juniors 2017 à Zagreb.
Elle évolue ensuite dans la catégorie des moins de 70 kg. Aux Championnats du monde de judo 2021 à Budapest, elle remporte la médaille d'argent par équipes.